# Вінісіус Ланса
Вінісіус Ланса (порт. Vinicius Lanza, 22 березня 1997) — бразильський плавець.
Призер Пантихоокеанського чемпіонату з плавання 2018 року.
Переможець Панамериканських ігор 2019 року.
Призер Чемпіонату світу з плавання серед юніорів 2015 року.